# Kwalifikacja (edukacja)

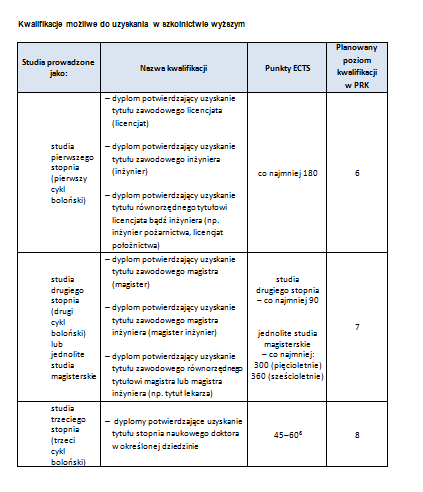

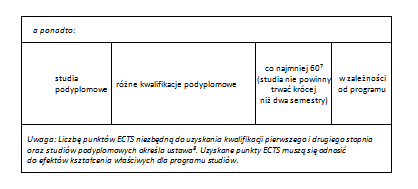

Kwalifikacja (ang. qualifications) – zestaw efektów uczenia się w zakresie wiedzy, umiejętności oraz kompetencji społecznych, nabytych w edukacji formalnej, edukacji pozaformalnej lub poprzez uczenie się nieformalne, zgodnych z ustalonymi dla danej kwalifikacji wymaganiami, których osiągnięcie zostało sprawdzone w walidacji oraz formalnie potwierdzone przez uprawniony podmiot certyfikujący.
Definicja kwalifikacji odnosi się do projektu Polskiej Ramy Kwalifikacji, realizowanego przez Instytut Badań Edukacyjnych i jest zgodna z definicją podaną w załączniku do zalecenia Parlamentu Europejskiego i Rady z 23 kwietnia 2008 roku w sprawie ustanowienia europejskich ram kwalifikacji dla uczenia się przez całe życie.
Formalne potwierdzenie osiągnięcia określonych efektów uczenia się polega na wydaniu odpowiedniego dokumentu (dyplomu, świadectwa, certyfikatu itp.) przez uprawnioną instytucję, po dokonaniu oceny efektów uczenia się i stwierdzeniu, że efekty te odpowiadają wymaganiom dla danej kwalifikacji (po walidacji).
Kwalifikacje możliwe do uzyskania w systemie oświaty

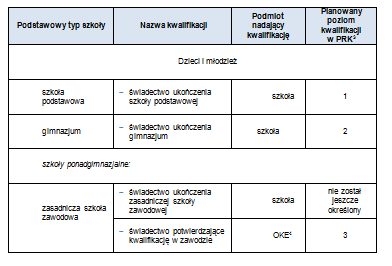

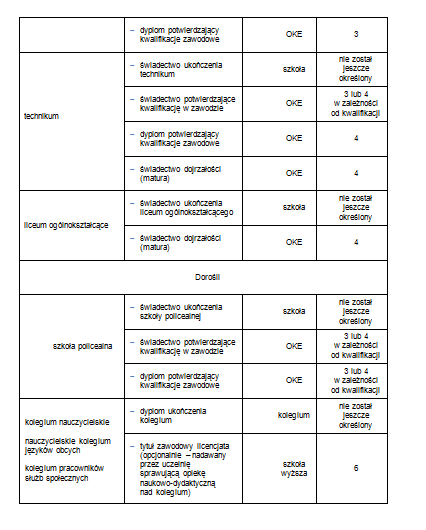

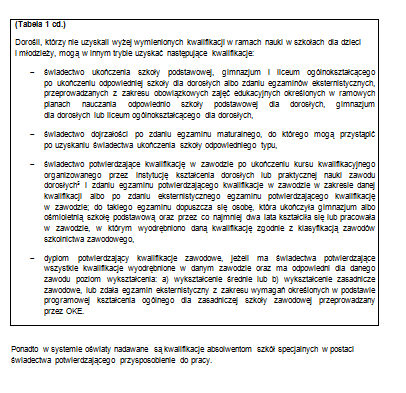

Kwalifikacje możliwe do uzyskania w szkolnictwie wyższym
Kwalifikacje poza oświatą i szkolnictwem wyższym
W celu przygotowania projektu modernizacji krajowego systemu kwalifikacji przeprowadzono analizę istniejących w polskim prawie rozwiązań dotyczących kwalifikacji nadawanych poza systemami oświaty oraz szkolnictwa wyższego. Analiza wykazała dużą różnorodność, a niekiedy niespójność podejść i terminologii, co wynika z różnorodności aktów prawnych, w których te kwalifikacje zostały opisane. Dyplomy, certyfikaty i świadectwa uzyskiwane poza systemami oświaty oraz szkolnictwa wyższego są tworzone, nadawane, a nawet nazywane według różnych standardów. Jest to szczególnie widoczne w wypadku korporacji zawodowych. Różny jest też charakter nadzoru organów państwa nad nadawaniem tego rodzaju kwalifikacji, niekiedy takiego nadzoru nie ma w ogóle.
Z dokonanego przeglądu wynika, że niektóre dokumenty mówiące o kwalifikacji nie odnoszą się bezpośrednio do efektów uczenia się uzyskanych przez uczących się. Są certyfikaty, dyplomy i świadectwa, które poświadczają uczestnictwo w określonym cyklu kształcenia; niekiedy uzyskanie kwalifikacji wiąże się także ze spełnieniem innych warunków (np. staż pracy). Zdobywanie kolejnych kwalifikacji po ukończeniu kształcenia szkolnego i akademickiego w wielu dziedzinach w Polsce jest normalną drogą rozwoju zawodowego. Dodatkowe kwalifikacje wiążą się także z uzyskiwaniem określonych uprawnień zawodowych. Dotyczy to między innymi służby zdrowia (specjalizacje lekarskie i pielęgniarskie), zawodów prawniczych (radca prawny, adwokat, prokurator, sędzia), służb finansowych (księgowy, samodzielny księgowy, biegły rewident, makler giełdowy), branży budowlanej, elektrycznej i energetycznej, obsługi maszyn i urządzeń, komunikacji lądowej, lotnictwa, żeglugi itd. Również w systemie szkolnictwa wojskowego istnieje około 300 specjalności niezwiązanych z systemami oświaty i szkolnictwa wyższego. Własny system kwalifikacji ma także rzemiosło (czeladnicy, mistrzowie).